# 炒米

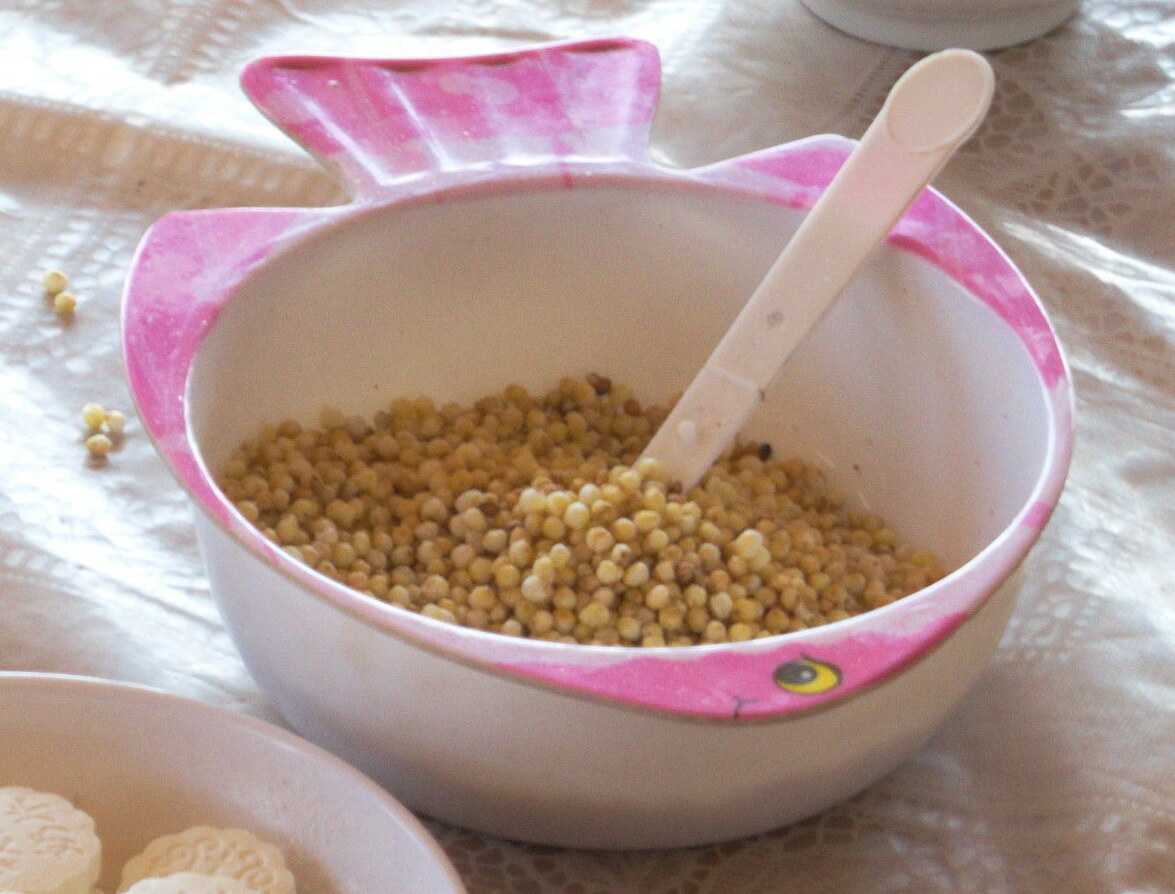
炒米

蒙古炒米（蒙古语：“炒了的米”，或ᠮᠣᠩᠭᠣᠯ
ᠠᠮᠤ“蒙古米”等）:233，是一种内蒙古食品。
黄米在内蒙古东部地区，传统上也有粗放的种植，也可以通过贸易获得。炒米是蒙古人食用黄米的传统方式。:216制作方法是先将黄米放入水锅里煮到米嘴开裂，才能放入大灶与沙子一同爆炒，趁著锅热了赶紧将沙子与米糠过筛，炒米便可食用。呈黄色，米粒看似坚硬，吃起来则是干脆的，色黄而不焦，带有特殊香味。做法分为炒脆米与炒硬米两种。炒脆米时，烧红铁锅里的沙子，然后放入泡胀的糜子，快速搅拌，待黄米崩出米花，水分蒸发完毕，快速出锅并过筛。炒硬米可以不放沙子，干炒到半生不熟即可。冷却后，碾去黄米的糠皮。炒米可以与肉汤或肉丁一起煮米粥；还可以用奶茶泡着吃，如果加黄油、奶豆腐，味道则更好；还可用酸奶或鲜牛奶，加入奶油、白糖等泡食。炒米食用方便、快捷，又特别耐饥， 因而是蒙古族生活中不可缺的食物。传统上蒙古人在旅行时会携带炒米、奶豆腐、奶皮子、蒙古黄油、肉干等。:217